# Tilghman Island
Tilghman Island é uma Região censo-designada localizada no estado americano de Maryland, no Condado de Talbot.

## Demografia
Segundo o censo americano de 2000, a sua população era de 854 habitantes.

## Geografia
De acordo com o United States Census Bureau tem uma área de
7,4 km², dos quais 7,0 km² cobertos por terra e 0,4 km² cobertos por água.

## Localidades na vizinhança
O diagrama seguinte representa as localidades num raio de 20 km ao redor de Tilghman Island.